# Ghindari
Ghindari (Hongaars: Makfalva; Duits: Eicheldorf) is een Roemeense gemeente in het district Mureş. De plaats ligt in Szeklerland, een ethno-culturele regio in Transsylvanië.

## Plaatsen
De gemeente Ghindari is onderverdeeld in vijf dorpen, namelijk:
- Abud (Hongaars: Sékelyabod)
- Ceie (Hongaars: Cséje)
- Ghindari (Hongaars: Makfalva)
- Solocma (Hongaars: Szolokma)
- Trei Sate (Hongaars: Hármasfalu)

Trei Sate bestaat op zijn beurt uit drie gehuchten, namelijk: 
- Cioc (Hongaars: Csokfalva)
- Hoteşti (Hongaars: Atosfalva)
- Ştefăneşti (Hongaars: Székelyszentistván)

## Geschiedenis
Tot 1918 behoorde de gemeente tot het comitaat Maros-Torda van het Koninkrijk Hongarije. Na het Verdrag van Trianon in 1920 werd het een deel van Roemenië. In 2004 splitste Chibed zich af om een aparte gemeente te vormen.

## Demografie
De comună heeft een absolute Szeklers-Hongaarse meerderheid. Volgens de volkstelling van 2007 had het zo'n 3.262 inwoners waarvan er 3.189 (97,75%) Hongaren waren.

## Galerij

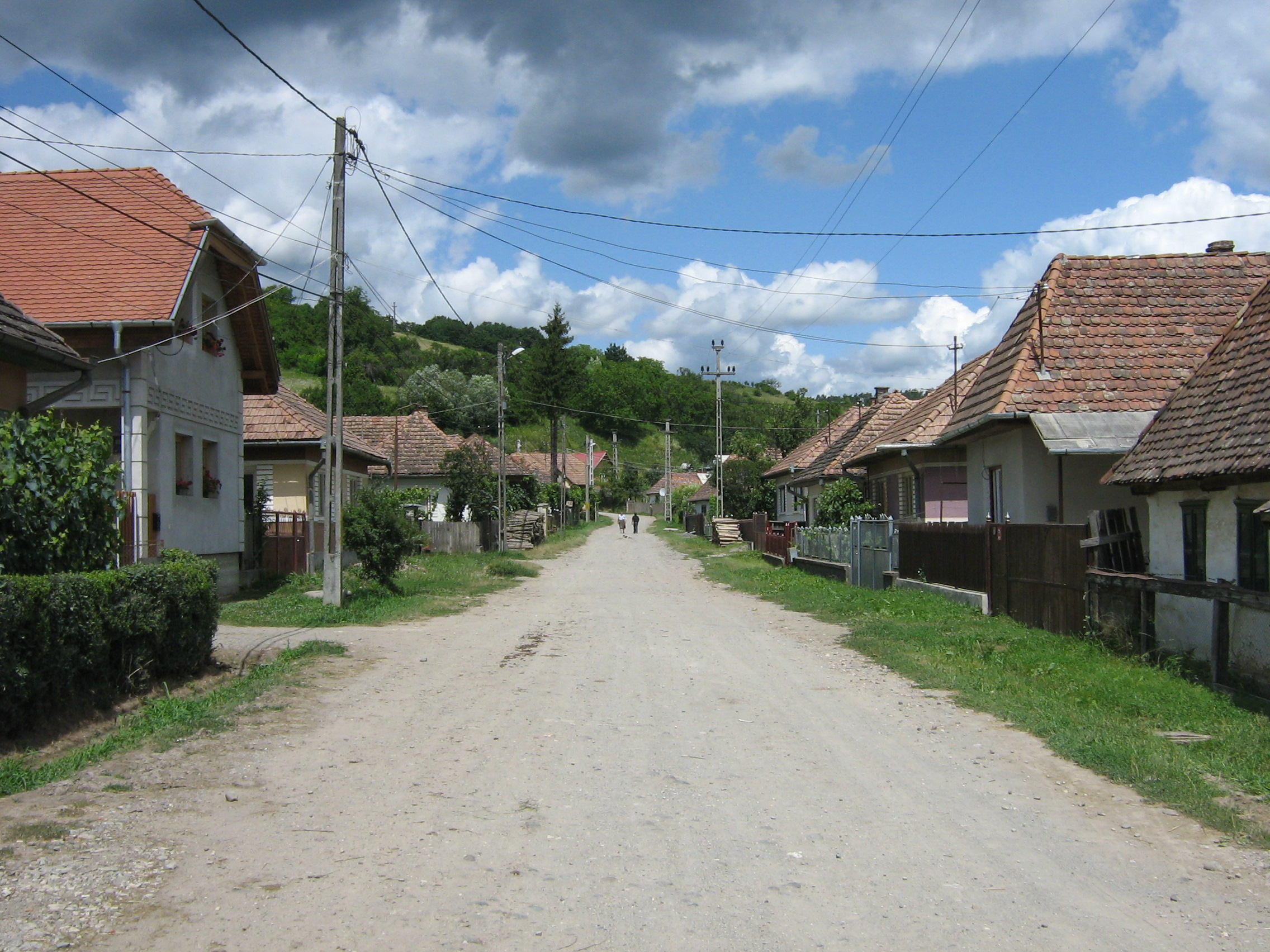
Hoofdstraat van het dorp Ghindari
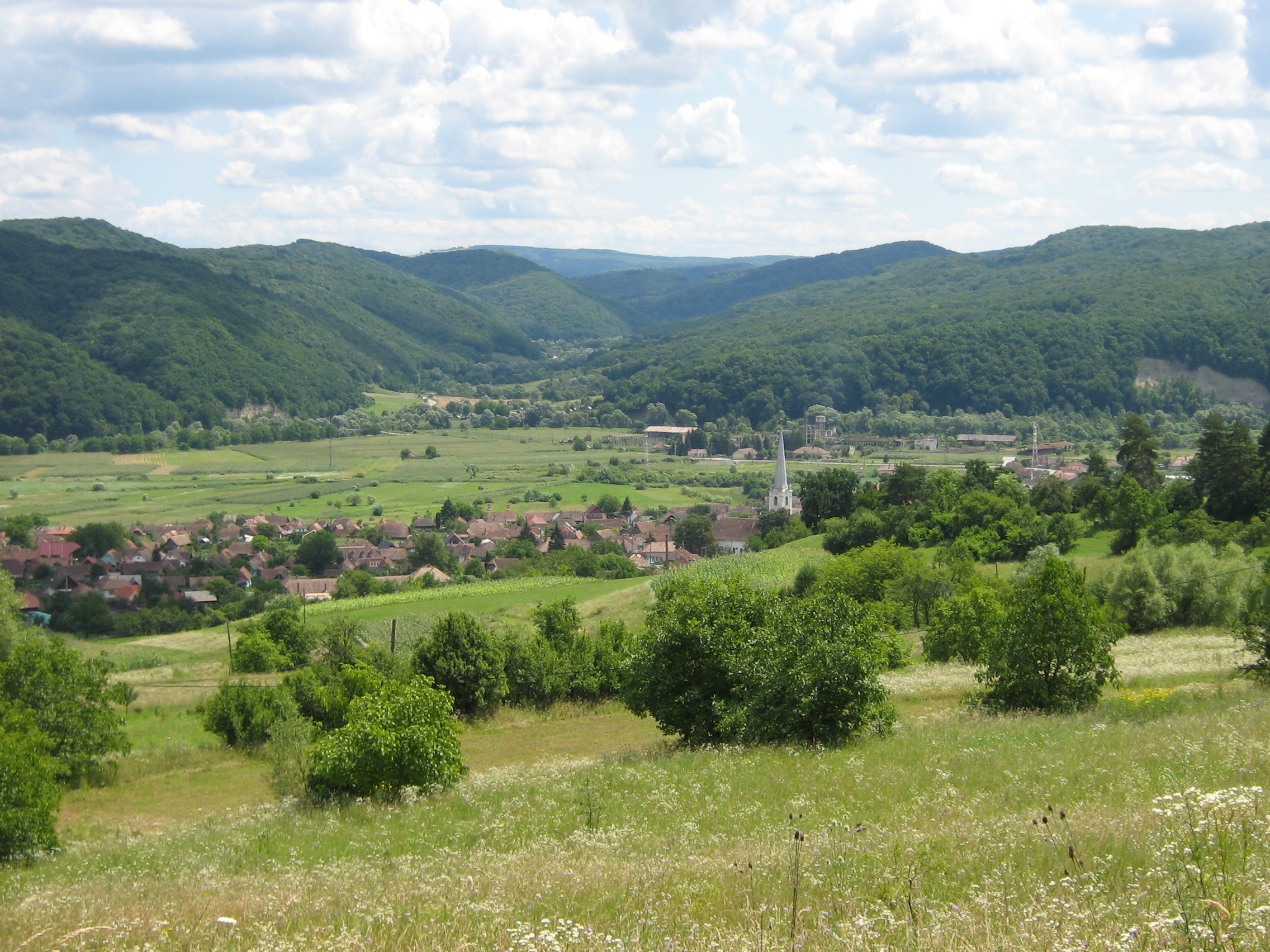
Zicht op het dorp Ghindari
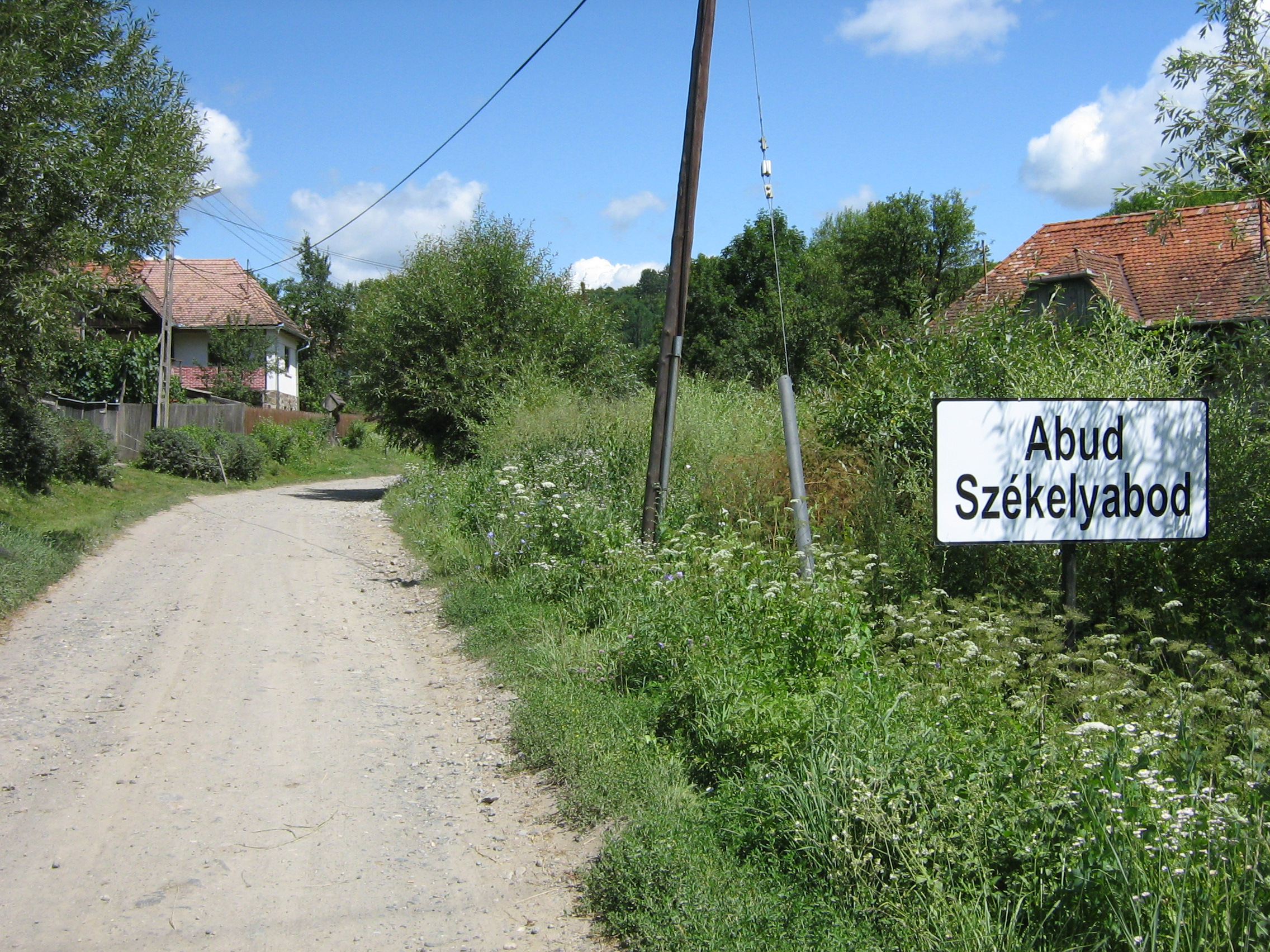
Ingangsbord van het dorp Abud
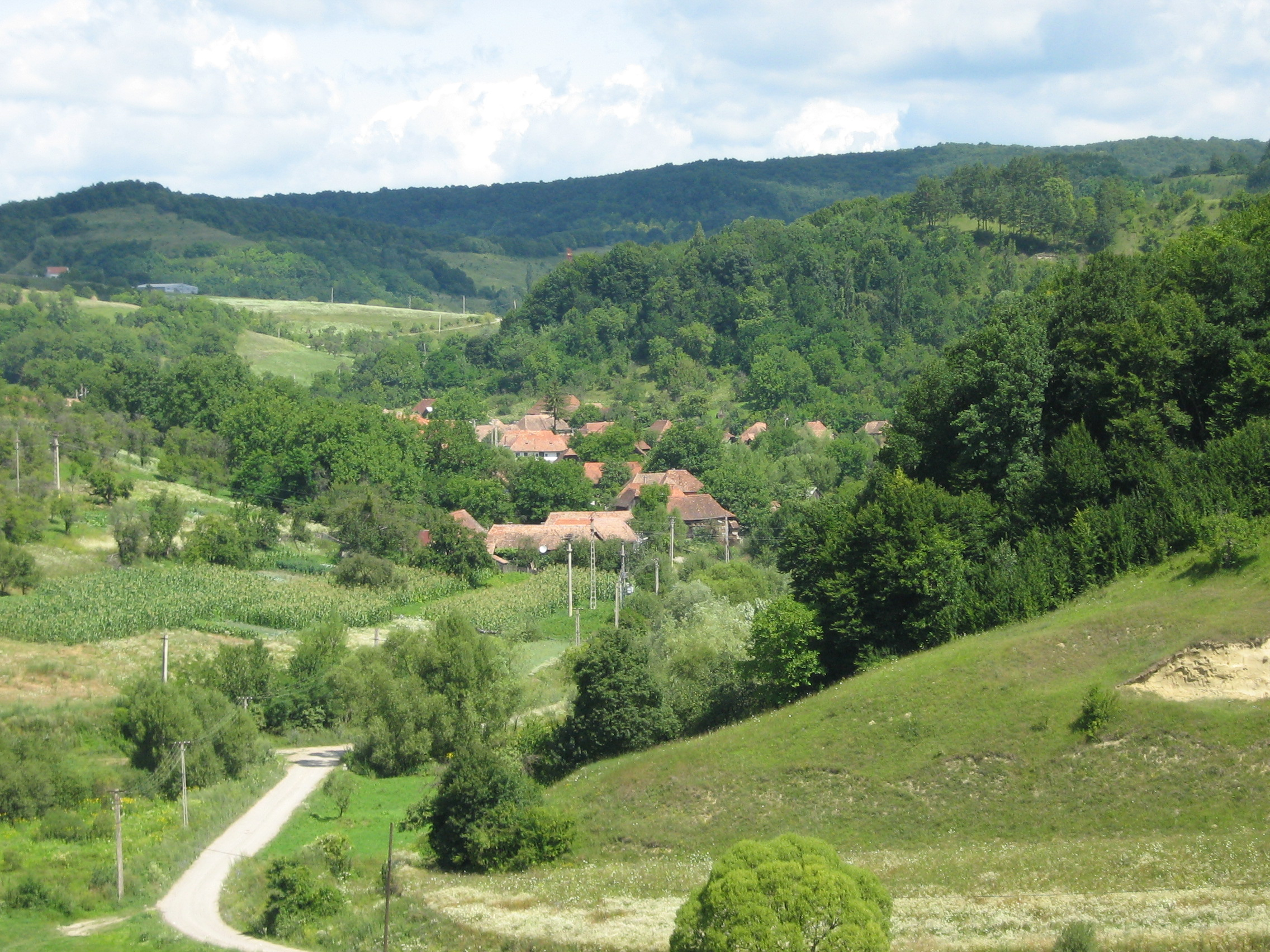
Abud gezien vanop een heuvel
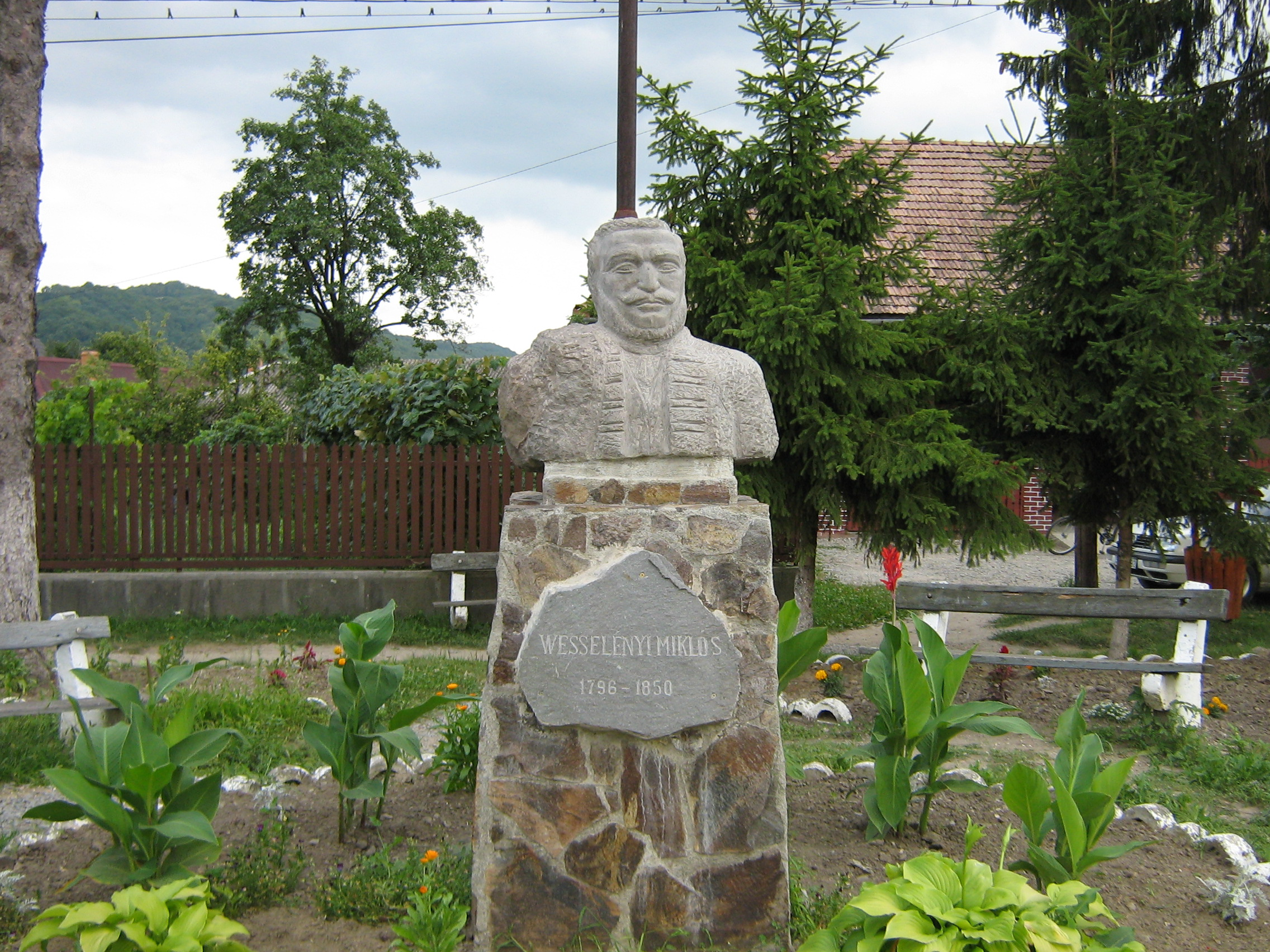
Borstbeeld van Miklós Wesselényi
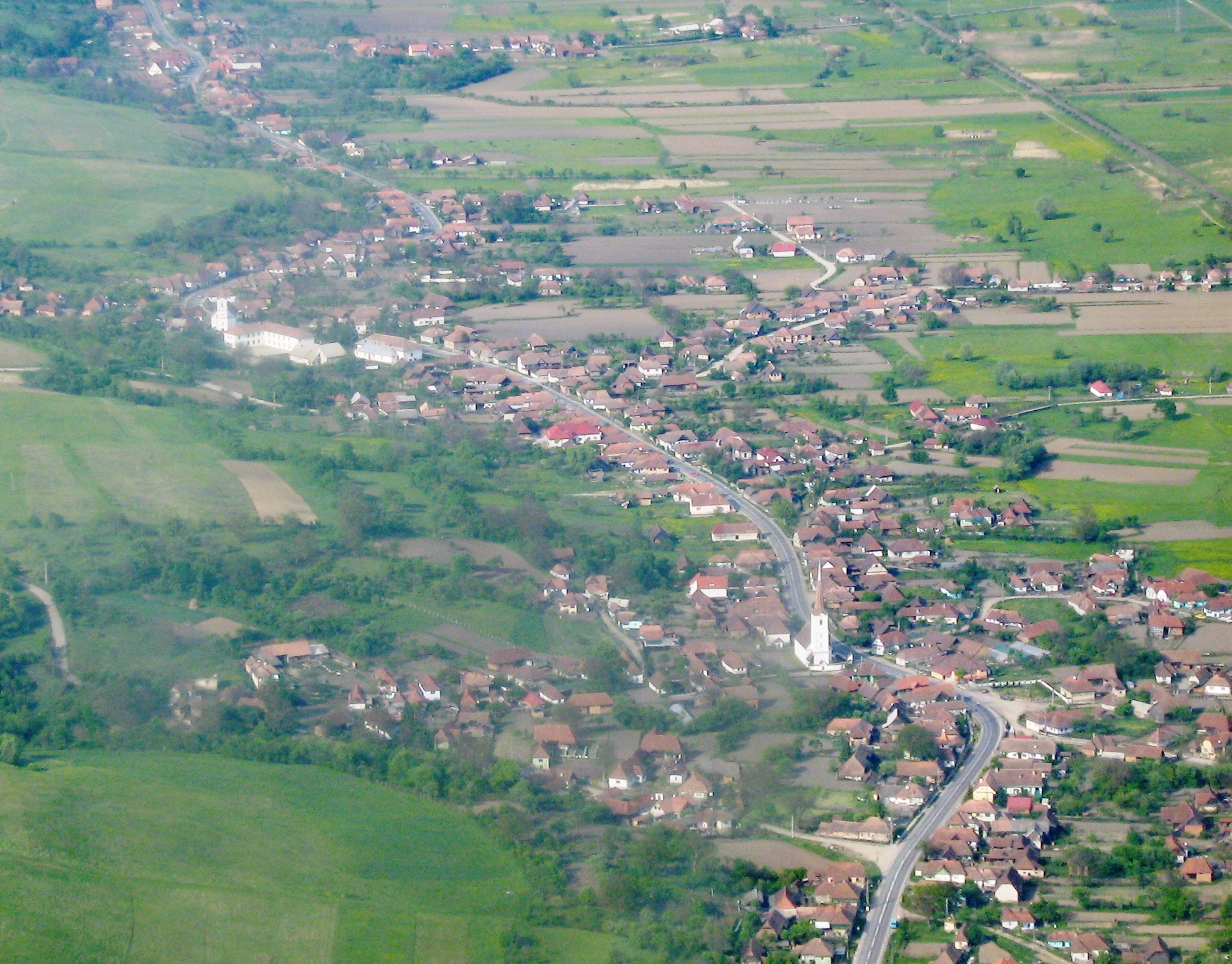
Trei Sate gezien vanuit de lucht